# Haematomma infuscum
Haematomma infuscum är en lavart som först beskrevs av Stirt., och fick sitt nu gällande namn av R. W. Rogers. Haematomma infuscum ingår i släktet Haematomma och familjen Haematommataceae.   Inga underarter finns listade i Catalogue of Life.